# Euptychia peculiaris
Euptychia peculiaris är en fjärilsart som beskrevs av Butler 1874. Euptychia peculiaris ingår i släktet Euptychia och familjen praktfjärilar. Inga underarter finns listade i Catalogue of Life.